# Bitva u Rakvere
Bitva u Rakvere neboli bitva u Wesenbergu proběhla 18. února 1268 mezi spojenými silami Livonského řádu, Dánského Estonska a biskupství Dorpat na straně jedné a koalicí Novgorodu a Pskova, vedenou Dimitrijem Alexandrovičem. Bitva proběhla na severu dnešního Estonska. V bitvě padl biskup Alexandr z Dorpatu. Obě strany prohlásily krvavou bitvu za svoje vítězství, ovšem ruská vojska se po bitvě stáhla z Estonska a o rok později Livonský řád a jeho spojenci vpadli na území Pskova a zle je zpustošili.